# Алма (Арканзас)
Алма (енгл. Alma) град је у америчкој савезној држави Арканзас.

## Демографија
По попису из 2010. године број становника је 5.419, што је 1.259 (30,3%) становника више него 2000. године.
| Група             | 2000.         | 2010.         |
| Белци             | 3.821 (91,9%) | 4.849 (89,5%) |
| Афроамериканци    | 71 (1,7%)     | 91 (1,7%)     |
| Азијати           | 4 (0,1%)      | 20 (0,4%)     |
| Хиспаноамериканци | 154 (3,7%)    | 225 (4,2%)    |
| Укупно            | 4.160         | 5.419         |